# 이희진 (1964년)
이희진(李熙進, 1964년 3월 10일 ~ )은 대한민국의 정치인이다. 제49·50대 경상북도 영덕군수이다.

## 학력
- 영덕국민학교
- 영덕중학교
- 영덕종합고등학교
- 중앙대학교 행정대학원 행정학 석사

## 경력
- 1992.05 ~ 2013.08 김찬우, 김광원, 강석호 국회의원 보좌관
- 2006.03 ~ 2007.12 이명박 대통령 경선후보 종합상황실 특보
- 새누리당 영덕군 당원협의회 부위원장
- 2012.11 ~ 2012.12 박근혜 대통령 경북선거대책위원장 보좌관
- 2013.01 ~ 현재 초록우산(어린이재단) 서울후원회 회원
- 2013.05 박근혜 대통령 에콰도르 특사단
- 2013.06 ~ : 재경 영덕중, 고 총동문회 부회장
- 2014.01 ~ : 중앙대학교 총동창회 상임이사
- 2014.07 ~ 2022.06 : 제49~50대 민선 6~7기 경상북도 영덕군수(재선)
- 2016.04 ~ : 영덕초등학교 총동창회 부회장
- 2016.06 ~ : 계명대학교총동창회 상임이사
- 2016.06 ~ : 영덕중고등학교 총동창회 상임이사
- 2017.12 ~ : 여의도연구원 정책자문위원회 정치발전분과 부위원장
- 2018.10 ~ 2022.01: 전국시장·군수·구청장협의회 군수대표 겸 경북 군수대표

## 역대 선거 결과
|  | 45.72% |

|  | 54.12% |

| 전임 김병목 | 제49·50대 경상북도 영덕군수 2014년 7월 1일 ~ 2022년 6월 30일 | 후임 김광열 |